# Антоніно Тоскано
Антоніно Тоскано (італ. Antonino Toscano, 19.07.1887, Агрідженто - 13.12.1941, Середземне море) - італійський адмірал. 
Ніс службу у Королівських військово-морських силах Італії під час Другої світової війни. 

## Життєпис
Антоніно Тоскано народився 19 липня 1887 року в Агрідженто, Сицилія. У 1905 році вступив до Військово-морської академії в Ліворно, яку закінчив у 1909 році у званні гардемарин. У 1911 році отримав звання молодшого лейтенанта, ніс службу на міноносці «Асторе». Брав участь в італійсько-турецькій війні. 18-19 липня 1912 року брав участь в бою в Дарданеллах, за що був нагороджений Срібною медаллю «За військову доблесть».
У 1915 році отримав звання лейтенанта. Під час Першої світової війни командував міноносцем «69 PN», брав участь у багатьох боях. У 1919 році брав участь в окупації Албанії.
У 1922 році отримав звання капітана III рангу. З 1926 році працював викладачем в Академії аеронавтики в Казерті. У листопаді 1926 року тримав звання капітана II рангу. Надалі викладав у Військово-морському інституті в Ліворно. У 1939 році отримав звання  капітана I рангу, а згодом - контрадмірала.
З початком Другої світової війни Антоніно Тоскано отримав звання дивізійного адмірала і призначений командувачем 4-ї дивізії крейсерів. Флагманським кораблем адмірала був крейсер «Альберіко да Барбіано».

### Загибель
12 грудня 1941 року з Італії в Північну Африку вирушив конвой у складі крейсерів «Альберіко да Барбіано», «Альберто да Джуссано» і міноносця «Чіньйо», які мали доставити паливо і боєприпаси. 
Адмірал Каннінгем відправив 11 грудня на перехоплення флотилію есмінців (британські «Сикх» , «Маорі», «Ліджен» та голландський «Айзек Свірз»). Есмінці здійснювали перехід з Гібралтару в Александрію і можливості перехоплення італійського конвою були мінімальними. За розрахунками, навіть попри збільшення швидкості, британські кораблі не встигали наздогнати італійський конвой. Але командування італійського флоту віддало наказ крейсерам повертатись у випадку, якщо конвой буде помічений літаками-розвідниками.
Коли конвой був помічений британським розвідником, кораблі повернули назад. Флотилії зустрілись біля мису Бон. Бій розпочався близько 03:25 ночі й тривав 2 хвилини. В італійські крейсери влучило декілька торпед. Бензин, розміщений у бочках на палубах, загорівся, і незабаром «Альберто да Джуссано» та «Альберіко да Барбіано» затонули. Загалом загинуло понад 900 осіб, в тому числі адмірал Тоскано та весь його штаб, а також капітан крейсера Джорджо Родоканаккі.
Джорджо Родоканаккі та Антоніно Тоскано посмертно були нагороджені Золотою медаллю «За військову доблесть». 

## Нагороди
- Срібна медаль «За військову доблесть»
- Золота медаль «За військову доблесть»